# David Goodall (nhà thực vật học)
David Goodall là một nhà thực vật học người Úc gốc Anh. Ông sinh ngày 4 tháng 4 năm 1914 tại London (nước Anh) - 10 tháng 5 năm 2018, tiến sĩ David Goodall là nhà thực vật học và sinh thái học nổi tiếng thế giới. Ông từng giữ các vị trí quan trọng ở Anh, Hoa Kỳ, Úc. Sau khi nghỉ hưu năm 1979, tiến sĩ Goodall vẫn tiếp tục làm việc đến 103 tuổi và nhận biên tập bộ sách 30 cuốn mang tên Hệ sinh thái Thế giới của 500 tác giả. Năm 2016, ông được trao tặng huân chương Order of Australia.
Goodall ủng hộ việc hợp thức hóa cái chết êm ái tự nguyện, là thành viên của Exit International trong hơn hai mươi năm. Vào ngày 30 tháng 4 năm 2018, Goodall đã thông báo dự kiến đã chết trong tháng 5 năm đó tại Thụy Sĩ. Trên thực tế, dù không mắc căn bệnh mạn tính nào, thể chất nhà khoa học già đi xuống rõ rệt. Năm 90 tuổi, ông bỏ tennis do không còn đủ sức chơi. Thị giác quá yếu gần như mù khiến tiến sĩ không thể lái xe và phải từ biệt thú vui biểu diễn sân khấu. Công việc nghiên cứu cũng bị dừng lại vì ông không thể đọc email. Chất lượng cuộc sống của ông xấu đi, ông công khai bày tỏ sự hối hận vì đã sống sót đến tuổi cao như vậy.
Ông đã sang Thụy Sĩ để thực hiện trợ tử do ở Úc vẫn còn cấm. Trong những phút cuối đời, Goodall đã hào hứng với bữa ăn tối yên thích gồm cá, khoai tây và bánh phô ma đã tự kết liễu đời mình bằng một mũi tiêm Nembutal tự thực hiện gây tử vong vào ngày 10 tháng 5 trong khi nghe bản giao hưởng số 9 của Beethoven.